# 바스티유 감옥

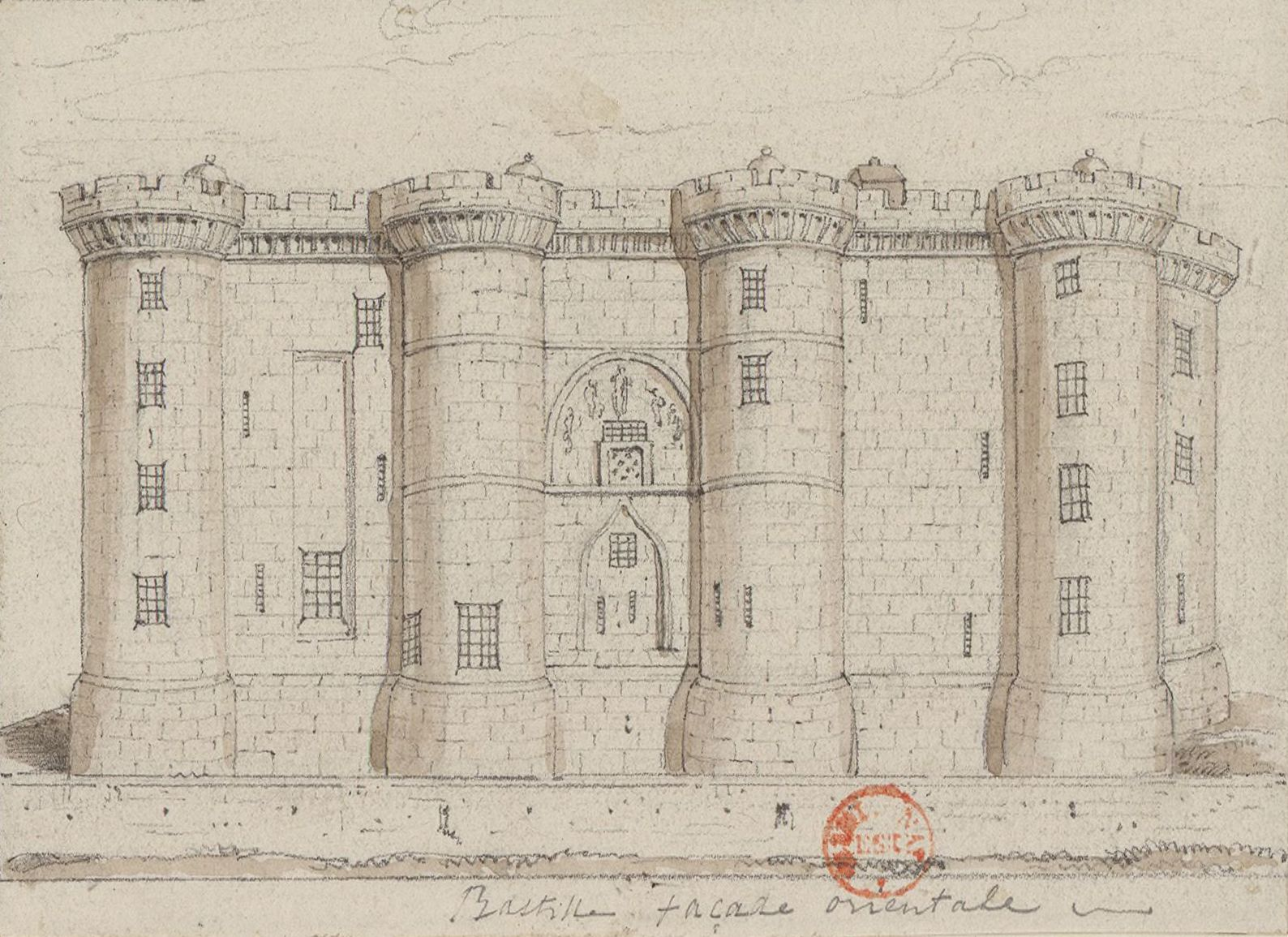
바스티유 감옥

바스티유 감옥(프랑스어: Bastille Saint-Antoine, Bastille de Paris)은 프랑스 파리에 있던 감옥이다. 프랑스어의 바스티유는 원래 성채, 요새를 뜻하는 보통명사이나 다른 나라에서는 프랑스 혁명 과정에서 있었던 바스티유 습격과 관련하여 파리의 바스티유 감옥을 가리키는 말로 사용된다.

## 건립
바스티유 감옥은 원래 백년전쟁당시 파리 동부 외곽과 오뗄상폴 궁전을 방어하기 위해 요새로 건축되었다. 프랑스의 샤를 5세가 성 안토니 관문으로 건설한 이 건축물은 1370년 - 1383년에 성채가 증축되어 요새의 기능을 담당하였다. 바스티유는 8개의 타워로 둘러싸인 우둘투둘한 장방형의 건물로 길이 68미터, 너비 27미터, 높이 24미터 정도이다. 건설될 당시에는 두개의 안마당과 부속건물이 내부에 자리잡고 있었다. 동쪽으로는 파리로 들어가는 문이, 서쪽으로는 성 안토니 거리로 나가는 문이 있었다.
전쟁 후 1400년대에 이르러 바스티유 북쪽에 새로운 관문이 건설되었고 바스티유는 관문의 기능을 잃고 폐쇄되었다. 후일 바스티유는 감옥으로 사용하게 되었는데 처음으로 바스티유에 죄수를 수감시킨 왕은 루이 13세였다.

## 습격
바스티유에는 평소 대략 50여명의 죄수가 수감되어 있었으며, 근방의 교도소 중 가장 불결한 환경으로 유명하였다. 바스티유에 수감된 사람들은 대부분 사악한 자라는 평판을 듣는 사람들이었다.
1789년 7월 14일 파리의 군중들은 불길한 소문에 휩싸여 총으로 무장한 채 바스티유 감옥을 습격했다. 흔히 잘못 아는 상식과는 달리, 습격 당시 바스티유에는 7명의 죄를 지은 자들만이 있을 뿐이었고 양심수는 없었다. 습격은 다음날까지 이어졌다. 교도소 주둔군의 지휘자였던 베르나르-레네 드 뢰네(프랑스어: Bernard-René de Launay)는 대부분 늙고 병약했던 휘하의 부하 80여 명과 함께 1천여 명의 무장한 군중을 상대로 저항하였으나, 결국 바스티유는 함락되었고 뢰네는 살해당하였다. 바스티유 감옥을 점령한 시민 들은 베르나르-레네 드 뢰네와 파리 시장인 플레제이유의 머리를 창에 꽂고 파리 시내를 누비는 잔인한 행동을 하기도 하였다.
바스티유 습격은 정부군과 민중간의 시가전으로 확대되었고 결국 구체제를 붕괴시키는 발단이 되었다.

## 철거
바스티유 습격이 있은 후 "애국자 팔로이"로 잘 알려진 당대의 기업가 피에르 프랑수아 팔로이는 혁명위원회에 바스티유 철거 허가권을 신청하였다. 팔로이는 1789년 11월 바스티유 철거를 완료하였다. 그동안 수많은 잡석을 포함한 바스티유의 잔해물이 기념품으로 판매되었다.

## 오늘날의 바스티유
바스티유 감옥이 있던 곳은 19세기에 공원과 광장이 되었다. 바스티유 옛터(프랑스어: Place de la Bastille)가 파리시의 7월 광장에 있으며 인근에 바스티유 오페라 극장(혁명 200주년 기념일에 맞춰 1989년 개관)이 있다. 또, 파리 메트로 바스티유 역의 5호선 역에는 해당 요새의 벽 일부가 남아 있다.

## 유명한 수감자
바스티유 감옥에 수감되었던 유명인들.
- 사드 후작
- 볼테르
- 마리 앙투아네트